# Fastlife
Fastlife là album phòng thu đầu tay của nam ca sĩ thu âm người Mỹ Joe Jonas. Album được phát hành vào 21 tháng 10 năm 2011 bởi hãng đĩa Hollywood. Đây là sản phẩm âm nhạc đầu tiên của Jonas từ khi nhóm nhạc Jonas Brothers ngừng hoạt động một năm trước đó. Nội dung của Fastlife đánh dấu một sự thay đổi trong định phong cách âm nhạc của anh, từ pop rock của Jonas Brothers đến electropop và R&B. Ngoài phần nhạc pop bình thường, bản remix (phối khí) chính thức của"Just in Love"còn bao gồm phần rap khá nhạy cảm của Lil Wayne, điều này làm cho Fastlife bị dán nhãn Parental Advisory. Album này được sản xuất bởi một loạt các nhà sản xuất nổi tiếng, trong đó có Rob Knox, Danja, và Brian Kennedy,... Joe Jonas đã phát hành trước đó hai đĩa đơn"See No More"và"Just in Love"lần lượt vào tháng 6 và tháng 9 năm 2011. Fastlife đã lọt vào bảng xếp hạng Billboard 200 tại vị trí thứ 15 với hơn 18,000 bản được tiêu thụ.

## Đĩa đơn
Đĩa đơn đầu tiên của Fastlife là"See No More", phát hành vào 13 tháng 6 năm 2011."See No More"đã lọt vào vị trí 53 ở Anh và vị trí 92 ở Mỹ.
Đĩa đơn thứ hai của Fastlife là"Just in Love", phát hành vào 13 tháng 9 năm 2011 nhưng không lọt được vào bảng xếp hạng nào. Bản remix hợp tác với Lil Wayne được phát hành vào 4 tháng 10 năm 2011.
Một video quảng cáo cho"All This Time"được phát hành vào 9 tháng 12 năm 2011 và được đăng trên trang web của đài phát thanh Pháp.

## Quảng bá
Vào 22 tháng 8 năm 2011, Joe Jonas biểu diễn những ca khúc sau tại Live on Letterman:
- "Love Slayer"
- "Just in Love"
- "Fast Life"
- "I'm Sorry"
- "Kleptomaniac"
- "See No More"

Ngoài ra Joe còn biểu diễn một số ca khúc trong album tại Late Night with Jimmy Fallon (13 tháng 7), Lopez Tonight (8 tháng 8), Live with Regis and Kelly (8 tháng 9), The Ellen DeGeneres Show (26 tháng 9), The Today Show (5 tháng 10), The Wendy Williams Show (7 tháng 10), The Tonight Show with Jay Leno (3 tháng 11), Conan (7 tháng 11).

## Thương mại
Fastlife ra mắt tại vị trí thứ 15 với hơn 18,000 bản được tiêu thụ và nằm trong bảng xếp hạng Billboard 200 đến 2 tuần. Đến 29 tháng 12 năm 2011, album đã tiêu thụ được 25,000 bản.

## Danh sách ca khúc
| STT              | Nhan đề                                | Sáng tác                                                   | Sản xuất          | Thời lượng |
| ---------------- | -------------------------------------- | ---------------------------------------------------------- | ----------------- | ---------- |
| 1.               | "All This Time"                        | Joe Jonas, Nathaniel Hills, Kevin Cossom, Marcella Araica  | Danja             | 4:27       |
| 2.               | "Just in Love"                         | Jonas, Robin Tardoss, James Fauntleroy II, LaShawn Daniels | Rob Knox          | 3:27       |
| 3.               | "See No More"                          | Jonas, Chris Brown, Brian Kennedy                          | Brian Kennedy     | 3:52       |
| 4.               | "Love Slayer"                          | Jonas, Hills, Cossom, Araica                               | Danja             | 4:10       |
| 5.               | "Fastlife"                             | Jonas, Tardoss, Fauntleroy II, Daniels                     | Rob Knox          | 4:01       |
| 6.               | "Make You Mine"                        | Jonas, Hills, Claude Kelly, Araica                         | Danja             | 4:12       |
| 7.               | "Sorry"                                | Jonas, Tardoss, Fauntleroy II, Daniels, Nuno Bettencourt   | Rob Knox          | 5:03       |
| 8.               | "Kleptomaniac"                         | Tiffany Fred, Adonis Shropshire                            | Adonis Shropshire | 4:04       |
| 9.               | "Not Right Now"                        | Jonas, Hills, Cossom, Araica, James Washington             | Danja             | 3:49       |
| 10.              | "Take It and Run"                      | Hills, Cossom, Araica                                      | Danja             | 4:36       |
| 11.              | "Lighthouse"                           | Chauncey Hollis, Brown, Kevin McCall                       | Hit-Boy           | 3:45       |
| 12.              | "Just in Love" (hợp tác với Lil Wayne) | Jonas, Tardoss, Fauntleroy II, Daniels, Dwayne Carter      | Rob Knox          | 3:27       |
| Tổng thời lượng: | Tổng thời lượng:                       | Tổng thời lượng:                                           | Tổng thời lượng:  | 48:52      |

| Ca khúc tặng kèm ở iTunes | Ca khúc tặng kèm ở iTunes                     | Ca khúc tặng kèm ở iTunes              | Ca khúc tặng kèm ở iTunes | Ca khúc tặng kèm ở iTunes |
| STT                       | Nhan đề                                       | Sáng tác                               | Sản xuất                  | Thời lượng                |
| ------------------------- | --------------------------------------------- | -------------------------------------- | ------------------------- | ------------------------- |
| 13.                       | "Just in Love" (Moto Blanco Radio Edit Remix) | Jonas, Tardoss, Fauntleroy II, Daniels | Rob Knox                  | 3:45                      |
| 14.                       | "Just in Love" (Soul Seekerz Radio Remix)     | Jonas, Tardoss, Fauntleroy II, Daniels | Rob Knox                  | 3:44                      |
| Tổng thời lượng:          | Tổng thời lượng:                              | Tổng thời lượng:                       | Tổng thời lượng:          | 56:21                     |

## Xếp hạng
| Bảng xếp hạng (2011)            | Vị trí cao nhất |
| ------------------------------- | --------------- |
| Argentinian Albums Chart        | 5               |
| Belgian Albums Chart (Flanders) | 42              |
| Belgian Albums Chart (Wallonia) | 54              |
| Dutch Albums Chart              | 85              |
| Pháp Charts.com                 | 75              |
| Italian Albums Chart            | 12              |
| Mexican Albums Chart            | 8               |
| Portuguese Albums Chart         | 4               |
| Spanish Albums Chart            | 9               |
| UK Albums Chart                 | 99              |
| Mỹ Billboard 200                | 15              |

## Lịch sử phát hành
- Hà Lan: 7 tháng 10 năm 2011
- Phần Lan: 10 tháng 10 năm 2011
- Mỹ/Canada/México: 11 tháng 10 năm 2011
- Úc: October 13 tháng 10 năm 2011
- Argentina/Pháp: 14 tháng 10 năm 2011
- Đức: 14 tháng 10 năm 2011 [16]
- Brazil: 18 tháng 10 năm 2011
- Philippines: 22 tháng 10 năm 2011
- Anh: 24 tháng 10 năm 2011